# Scintilla (software)
Scintilla je open source editační komponenta s pokročilými vlastnostmi jako například obarvování zdrojového kódu. Nejznámější aplikace, která používá Scintillu, je textový editor SciTE.

## Vlastnosti
Scintilla má mnoho vlastností pro zvýšení čitelnosti zdrojového kódu a rychlejší úpravy, např. zvýraznění syntaxe. Zvýraznit může mnoha styly, fonty a barvami. Komponenta dále umí indikaci špatného kódu (překlepů), číslování řádků a další. Lze také přidat rolování kódu a automatické dokončování kódu.

## Editory založené na Scintille
- Anjuta
- Kephra
- Notepad++
- Notepad2
- SciTE
- Code::Blocks